# Bhutans nationalförsamling

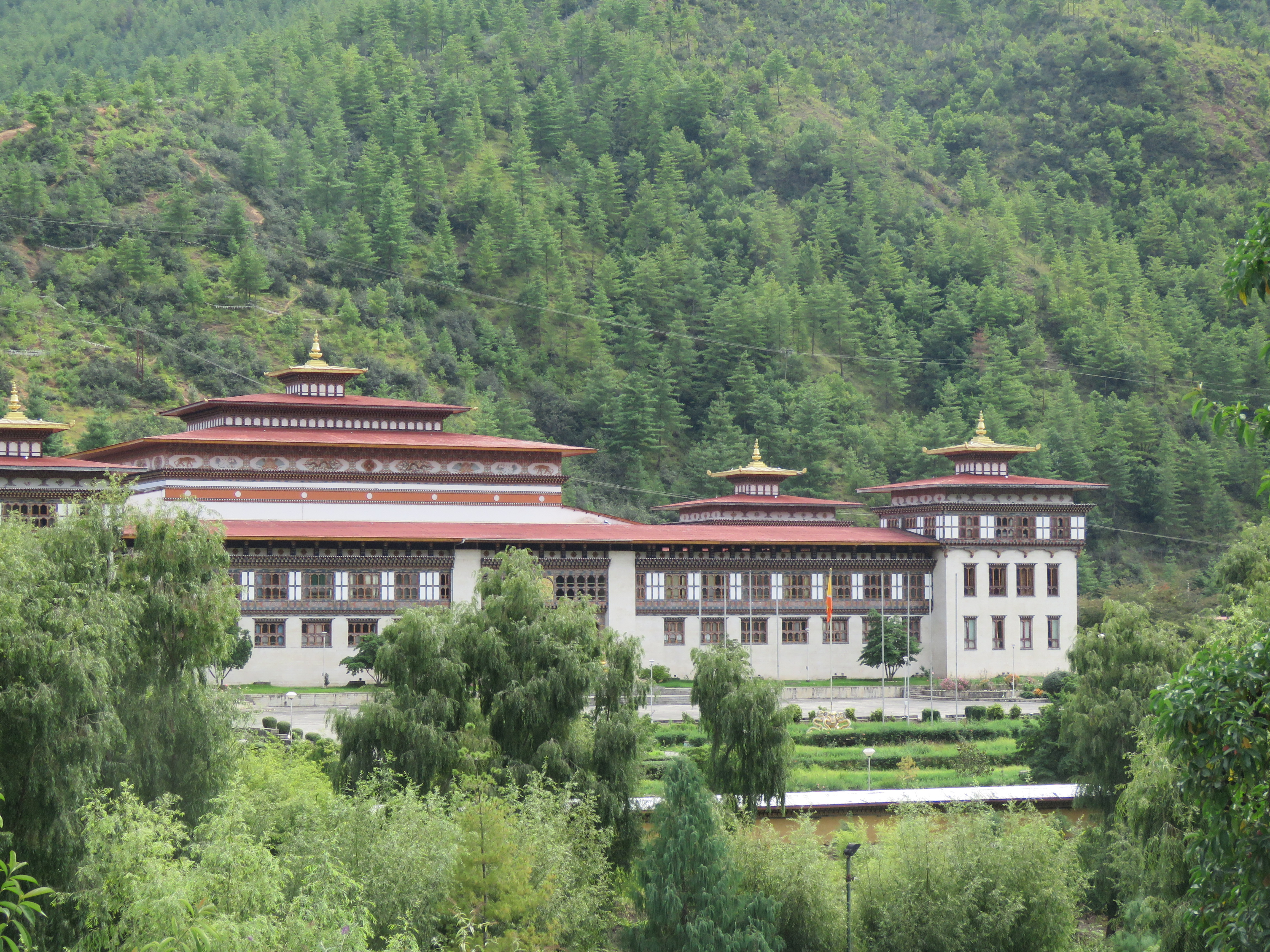
Parlamentsbyggnaden i Thimphu

Bhutans nationalförsamling (dzongkha: གི་རྒྱལ་ཡོངས་ཚོགས་འདུ་, Gyelyong Tshogdu) är underhuset i Bhutans parlament. Dess 47 ledamöter väljs vart femte år.
Det parlamentariska arbetet i nationalförsamlingen sker i nio kommittéer.
Nationalförsamlingens sessioner är öppna för allmänheten och media men talmannen kan beordra sessionen eller en del av den att äga rum bakom lyckta dörrar när det gäller till exempel den nationella säkerheten.

## Historia
Före 2008 hade Bhutan ett enkammarparlament, Tshodgu, med 151 ledamöter. Det kunde sedan 1998 avskeda kungen genom en förtroendeomröstning med två tredjedels majoritet.
När den nuvarande grundlagen träddes i kraft år 2008 blev Bhutan en konstitutionell monarki och statens inflytande flyttades till det nya tvåkammarsystemet. Grundlagens tolv kapitel behandlar nationalförsamlingen.
Det första valet till underhuset hölls i mars 2008. Tre månader tidigare hade val för överhuset, nationalrådet skett. Den demokratiska processen i båda valen tränades först med hjälp av ett praktikval..

## Ledamöter
Enligt grundlagen kan nationalförsamlingen bestå av högst 55 ledamöter. Varje distrikt kan representeras av minst två och högst sju ledamöter. Den exakta antal beror på distriktens befolkningstal. Ledamöterna måste vara mellan 25 och 65 år gamla.
De ledamöter som fungerar i ministerpost bär en orange kabney (en typ av silkesduk), medan andra ledamöters kabney är blå. Silkedukens färg är baserad på bärares sociala status och är obligatorisk på jobbet för ämbetsmän.
Det finns inga kvoterade platser för kvinnor. Till skillnad från Bhutans nationalråd kan ledamöter i nationalförsamling representera ett politiskt parti..

## Senaste val
Registrerade bhutaneser som är minst 18 år gamla har rösträtt.
Det senaste val hölls i två omgångar år 2018: den första omgången hölls 15 september och den andra omgången 18 oktober. Tillsammans fanns det 438 663 registrerade väljare varav 71 procent röstade. Druk Nyamrup Tshogpa (DNP) vann valet och erhöll 30 platser.. Både partierna är kungatrogna. De nuvarande ledamöterna representerar endast två partier, men det finns tre andra officiellt registrerade partier..
Wangchuk Namgyel valdes som nationalförsamlingens talman den 31 oktober 2018.